# De fièvre et de sang
De fièvre et de sang est un thriller fantastique écrit par l'écrivain français Cédric Sire, publié en mars 2010 aux éditions Le Pré aux clercs. Il met en scène le commandant Alexandre Vauvert, du SRPJ de Toulouse, personnage apparu précédemment dans le roman L'Enfant des cimetières ainsi que dans le roman Le jeu de l'Ombre, et introduit le commandant Eva Svärta, qui réapparaîtra dans les deux suites de ce roman : Le premier sang (2012) et La Mort en tête en (2013) .
Ce roman a reçu le Prix Polar au Festival du film policier de Cognac 2010, ainsi que le Prix Ciné+ Frisson 2011,,,.

## Résumé
Dans une ferme isolée en Ariège, une jeune femme est retenue par deux tortionnaires sordides : des frères dégénérés et tueurs en série. Deux policiers, Alexandre Vauvert et Eva Svärta, interviennent pour la sauver. Au terme d'une course-poursuite et d'échanges de tirs, les deux psychopathes sont abattus et le calvaire de la jeune victime prend fin. Malheureusement, un an plus tard, les meurtres recommencent, dans des circonstances similaires, cette fois à Paris et dans sa proche banlieue. Pour les commandants Vauvert et Svärta, l'enquête est à revoir depuis le début.

## Personnages principaux
- Alexandre Vauvert : Commandant de police judiciaire à Toulouse.

- Eva Svärta : Commandante de police judiciaire à Paris.